# Boldva, Borsod-Abaúj-Zemplén
Boldva este un sat în districtul Edelény, județul Borsod-Abaúj-Zemplén, Ungaria, având o populație de 2.403 locuitori (2011). 

## Demografie
Componența etnică a satului Boldva
     Maghiari (85,88%)
     Romi (13,32%)
     Necunoscut (0,53%)
     Germani (0,27%)
     Alții (0,53%)
Componența confesională a satului Boldva
     Romano-catolici (31,09%)
     Reformați (21,89%)
     Fără religie (13,03%)
     Greco-catolici (2,54%)
     Necunoscută (31%)
     Atei (0,46%)
     Alte religii (1%)
Conform recensământului din 2011, satul Boldva avea 2.403 locuitori. Din punct de vedere etnic, majoritatea locuitorilor (85,88%) erau maghiari, cu o minoritate de romi (13,32%). Apartenența etnică nu este cunoscută în cazul a 0,53% din locuitori. Nu există o religie majoritară, locuitorii fiind romano-catolici (31,09%), reformați (21,89%), persoane fără religie (13,03%) și greco-catolici (2,54%). Pentru 31,0% din locuitori nu este cunoscută apartenența confesională.